# Suvi
Suvi ist ein weiblicher Vorname.

## Herkunft und Bedeutung
Der Name bedeutet im Finnischen Sommer.

## Bekannte Namensträgerinnen
- Suvi Minkkinen (* 1994), eine finnische Biathletin
- Suvi Mikkonen (* 1988), finnische Taekwondoin
- Suvi-Anne Siimes (* 1963), finnische Politikerin
- Suvi Teräsniska (* 1989), finnische Pop-Sängerin